# Stadion der Freundschaft

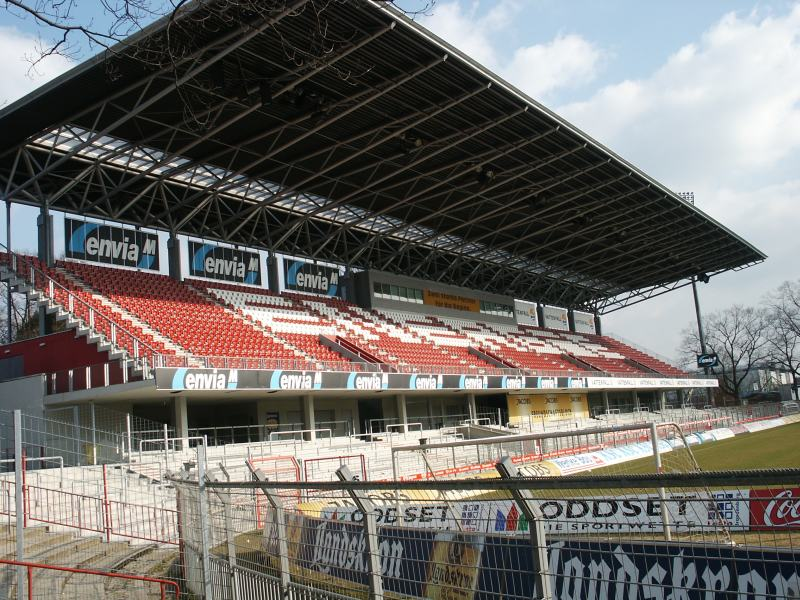
Stadion der Freundschaft

Stadion der Freundschaft är en fotbollsstadion i Cottbus i Tyskland. Här spelar FC Energie Cottbus sina hemmamatcher.